# Ilham ibn Ibrahim
Ilham ibn Ibrahim o Ali ibn Ibrahim fou kan de Kazan, fill i successor el 1479 del seu pare Ibrahim ibn Mahmud.
Khalil ibn Mahmud i Ibrahim ibn Mahmud s'havien casat successivament amb Nur Sultan, filla d'un cap nogai anomenat Timur. En quedar vídua, Nur Sultan es va casar amb Meñli I Giray (tercer regnat 1478-1515), kan de Crimea. Aspirava a posar al tron de Kazan al seu propi fill Muhammad Amin al lloc del fill gran Ali o Ilham, la mare del qual era Batmassa Soltan que tenia un partit de seguidors principalment nogais.
Muhanmad Amin es va refugiar a Moscou on va demanar el tron al gran príncep Ivan que el 1482 va enviar un exèrcit des de Nijni Nóvgorod, que va arribar a Kazan però el kan va demanar la pau, i finalment el gran príncep va cedir a Muhammad Amin un feu centrar a Koshira. El 1485 per causes no ben explicades, el gran príncep va enviar un altre exèrcit que va deposar Ilham i va posar al tron a Muhammad Amin. Però per alguna raó aquest no va complaure al gran príncep que el 1486 va enviar un exèrcit que el va deposar i va restaurar a Ilham.
No van passar gaires mesos quan el gran príncep va enviar un exèrcit manat per Daniel Dimitrivitx Kholmskoi, Alexandre Vasilivitx Obolenskoi, i altres que va sortir el 14 d'abril de 1487 i va arribar a Kazan el 24 de maig; després d'una lluita en què els tàtars foren derrotats Ilham va fugir cap a l'interior de la ciutat i només un tàtar de nom Ali Ghazi va restar fora i va causar algunes baixes al russos però es va haver de retirar cap al riu Kama. Després d'un setge de tres setmanes Ilham es va rendir i ell, la seva mare i dos germans (Malik Tahir i Khudaikul) i diversos notables, foren fets presoners i enviats a Rússia (Ilham i la seva dona foren enviats a Vologda i la resta a Kargol prop de Bielosero.